# 455 Bruchsalia
A 455 Bruchsalia (ideiglenes jelöléssel 1900 FG) a Naprendszer kisbolygóövében található aszteroida. Maximilian Franz Joseph Cornelius Wolf és Friedrich Karl Arnold Schwassmann fedezte fel 1900. május 22-én.